# Доктрина Киркпатрик
Доктрина Киркпатрик — доктрина, изложенной постоянным представителем США при ООН Джин Киркпатрик в начале 1980-х годов на основе её эссе 1979 года «Диктатуры и двойные стандарты». Доктрина использовалась для оправдания внешней политики США по поддержке антикоммунистических диктатур в странах третьего мира во время холодной войны.

## Доктрина
Киркпатрик утверждала, что государства в восточном блоке и другие коммунистические государства были тоталитарными режимами, в то время как про-западные диктатуры были просто «авторитарными». По словам Киркпатрик, тоталитарные режимы были более стабильными и самовоспроизводящимися, чем авторитарные режимы, и, следовательно, имели бо́льшую склонность влиять на соседние государства.
Доктрина Киркпатрик имела особенно большое влияние во время правления президента Рональда Рейгана. Администрация Рейгана в различной степени поддерживала несколько воинственных анти-коммунистических диктатур, в том числе в Гватемале (до 1985), на Филиппинах (в 1986 году) и в Аргентине (до 1983), и вооружала моджахедов во время советско-афганской войны, УНИТА во время гражданской войны в Анголе и контрас во время никарагуанской революции, используя эти действия как средство свержения правительств или подавления революционных движений в тех странах, которые не поддерживали цели США.
Постулат Киркпатрик о том, что тоталитарные режимы более стабильны, чем авторитарные режимы, подвергся критике после распада СССР в 1991 году, особенно в связи с предсказанием Киркпатрик, что советская система сохранится на протяжении десятилетий.
По словам Киркпатрик, авторитарные режимы просто пытаются контролировать своих подданных и/или наказывать их за неверное поведение, в то время как тоталитарные режимы выходят за рамки этого, пытаясь контролировать мысли своих подданных, используя не только пропаганду, но и промывание мозга, перевоспитание, широко распространённый внутренний шпионаж и массовые политические репрессии, основанные на государственной идеологии. Тоталитарные режимы также часто пытаются подорвать или разрушить общественные институты, которые считаются идеологически порочными (например, религиозные, или даже институт нуклеарной семьи), в то время как авторитарные режимы в целом оставляют их в покое. По этой причине она утверждала, что процесс восстановления демократии проходит легче в бывших авторитарных государствах, чем в бывших тоталитарных государствах, и что авторитарные государства более склонны к постепенным реформам в демократическом направлении, чем тоталитарные государства. 

## Критика
Доктрина, в целом одобряемая консерваторами, подвергалась резкой критике со стороны некоторых историков и интеллектуалов, таких как Ноам Хомский, главным образом на том основании, что она служила прикрытием для защиты интересов американских корпораций за рубежом, особенно в Центральной Америке. Он предполагал, что по этой причине администрация Рейгана работала над подрывом демократического правления в Никарагуа и подавлением демократических движений в Сальвадоре и Гватемале. Хомский называл Киркпатрик «главной штатной садисткой администрации Рейгана» (англ. Chief sadist-in-residence of the Reagan Administration) и продолжал резко критиковать то, что он называл «лицемерием» поддержки жестоких военных режимов, которые не проявляли уважения к правам человека и демократии, при этом утверждая, что это делается для защиты мира от коммунизма. Хомский также оспаривал другой основной принцип доктрины, утверждая, что предполагаемые коммунистические режимы, такие как режим сандинистов в Никарагуа, на самом деле были более гуманными и демократичными, чем силы, которые поддерживала Киркпатрик, такие как контрас. Хомский также подвергал критике утверждение Киркпатрик о том, что авторитарные правительства «не создают беженцев», ссылаясь на контрпримеры, такие как Гаити и Никарагуа времен Сомосы.
Тед Гален Карпентер из Института Катона также оспаривал эту доктрину, отметив, что, хотя коммунистические движения имеют тенденцию свергать соперничающие авторитарные течения, традиционные авторитарные режимы, поддерживаемые США, пришли к власти, свергнув демократию. Таким образом, он пришёл к выводу, что, хотя коммунистические режимы труднее искоренить, традиционные автократические режимы «представляют более страшную угрозу для действующих демократий».